# Quinta de Tilcoco
Quinta de Tilcoco är en kommun i Chile.   Den ligger i provinsen Provincia de Cachapoal och regionen Región de O'Higgins, i den södra delen av landet, 110 km söder om huvudstaden Santiago de Chile.
Trakten runt Quinta de Tilcoco består till största delen av jordbruksmark. Runt Quinta de Tilcoco är det ganska tätbefolkat, med 108 invånare per kvadratkilometer.